# Claim Jumper
A Claim Jumper Restaurant and Saloon é uma cadeia de restaurantes americana com 11 locais em 28 de outubro de 2023. A empresa está sediada em Houston, Texas.

## História
O restaurateur Craig Nickoloff abriu o primeiro Claim Jumper em Los Alamitos, Califórnia, a 27 de setembro de 1977. O restaurante original tinha um vasto menu e uma atmosfera inspirada na Corrida do Ouro da Califórnia de 1849.

### Aquisição pela Landry's, Inc.
Em setembro de 2010, a cadeia entrou em processo de falência e foi leiloada. Em outubro de 2010, a Landry's, Inc. adquiriu a Claim Jumper, com uma oferta de US$ 76,6 milhões. O Presidente/CEO da Landry's, Tilman J. Fertitta, transferiu a sede da empresa de Irvine, na Califórnia, para a sede da Landry's, na Uptown Houston.

## Locais franquiados
Todos os locais no site claimjumper.com são franqueados ao Kelly Restaurant Group (KRG). A partir de agosto de 2023, o KRG tem locais na Califórnia, Nevada, Oregon e Washington.
Devido ao início da pandemia da COVID-19 e ao fato de parte do negócio ser um buffet, o KRG fechou alguns dos seus locais, incluindo os de Long Beach e Valencia na Califórnia, Nashville no Tennessee, e Lynnwood em Washington.

## Locais não franqueados
Existem três estabelecimentos que ainda pertencem e são geridos pela Landry's. Estão localizados dentro do Golden Nuggets de Laughlin e Las Vegas em Nevada, e Lake Charles em Luisiana. Estes são também os únicos Claim Jumpers que fazem parte do programa de prêmios Landry's Select Club.